# AirMark Indonesia
Airmark Indonesia Aviation es una aerolínea con base en Yakarta, Indonesia. Opera vuelos regulares domésticos y regionales de pasajeros. Su base de operaciones principal es el Aeropuerto Internacional Halim Perdanakusuma, en Yakarta.

## Historia
La aerolínea fue fundada en 1998 y es propiedad de Bellgrand Group y de inversores desconocidos indonesios.

## Destinos
Airmark Indonesia opera los antiguos vuelos de Bouraq Indonesia Airlines entre Bali y Lombok, y también vuela a Sumbawa.

## Flota
En marzo de 2007 la flota de Airmark Indonesia incluye:
- 1 Indonesian Aerospace 212-200

### Flota anterior
En agosto de 2006 la aerolínea también operó:
- 1 Antonov An-12
- 1 Antonov An-32